# Головкинские острова
Головкинские острова — расположены на акватории Куйбышевского водохранилища на территории Старомайнского городского поселения Старомайнского района Ульяновской области, вблизи левобережья рабочего посёлка Старая Майна и деревни Малиновка.

## Описание
Постоянное количество островов 7, но число их может возрастать в зависимости от уровня водохранилища до 9-11. Ближайший остров расположен на расстоянии 700—800 метров от левого берега, дальние на расстоянии 5—6 километров. Высота над поверхностью воды зависит от уровня Куйбышевского водохранилища в летний и зимний сезон года.
Геологические исследования определили геологическую структуру так: «приурочена к аллювиальным суглинисто-песчаным отложениям поймы реки Волги позднечетвертично-голоценового возраста».

## История
Головкинские острова и часть Куйбышевского водохранилища, прилегающая к ним, образовалась в результате затопления водохранилища в 1956 году. До затопления местность представляла собой равнину, поросшую лесом, с небольшими холмами, которые впоследствии стали островами. На большом Головкинском острове до затопления находилось село Головкино.